# Herschdorf (Großbreitenbach)

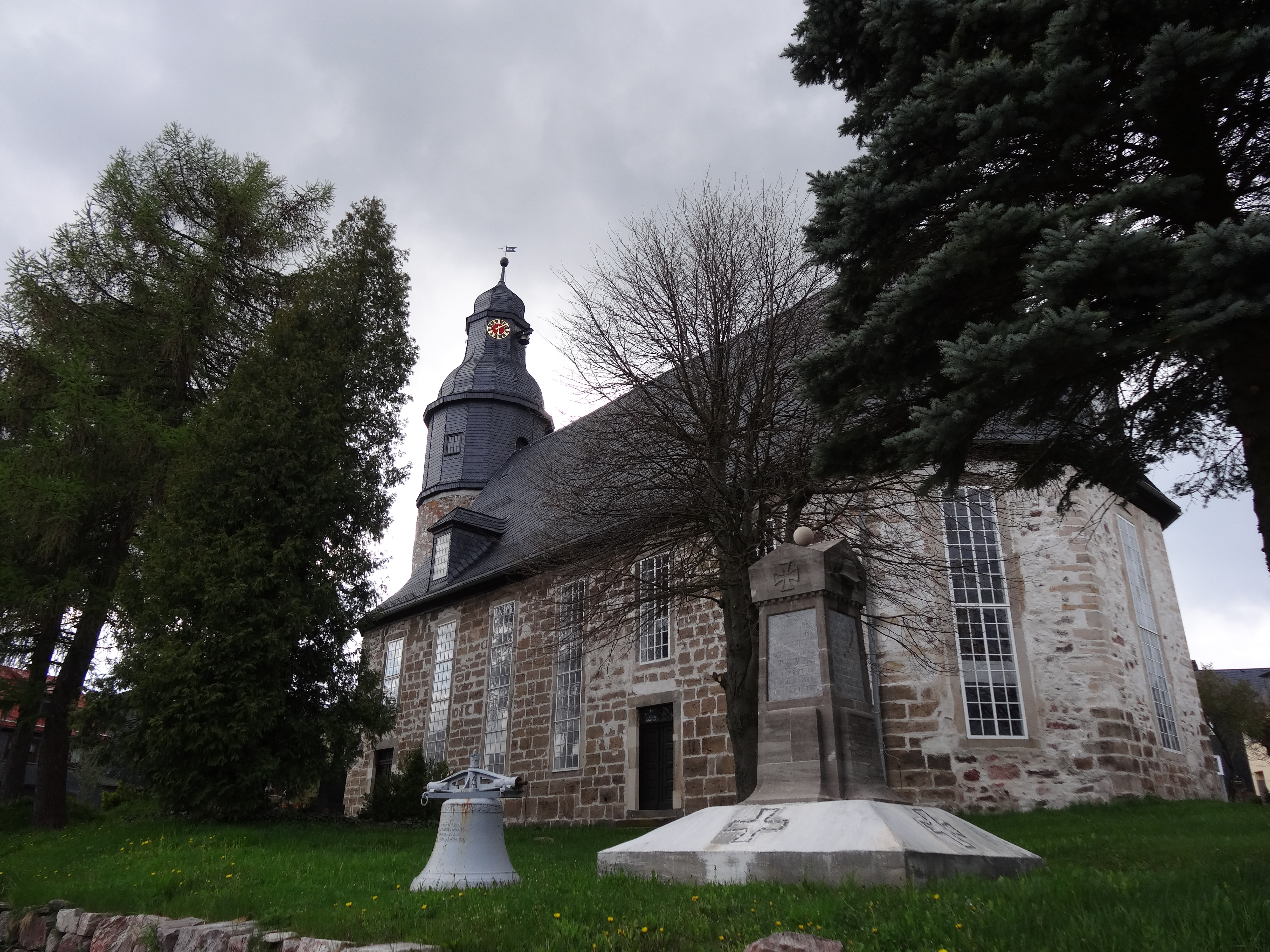
Dorfkirche

Herschdorf (früher auch Herschdorf bei Königsee) ist ein Ortsteil der Landgemeinde Stadt Großbreitenbach im Ilm-Kreis in Thüringen in Deutschland.

## Geografie
Herschdorf liegt auf einer Hochfläche zwischen dem 808 Meter hohen Langen Berg im Westen und dem Schwarzatal im Osten. Die Umgebung ist von Hochwiesen geprägt und relativ waldarm. Der Ort liegt in etwa 650 Metern Höhe. Herschdorf ist ein Haufendorf. Nördlich von Herschdorf liegt die Quelle der Rinne, südlich entspringt der Junkerbach, ein Nebenfluss der Schwarza.

### Nachbarorte
Im Uhrzeigersinn, beginnend im Norden: Ilmenau, Königsee, Dröbischau, Mellenbach-Glasbach, Wildenspring, Friedersdorf, Gillersdorf.

## Geschichte
Herschdorf wurde 1370 als Hertwygestorf erstmals erwähnt. Einer Sage nach, soll der Herrscher von Herschdorf vier Söhne gehabt haben, die ihre eigenen Dörfer gründeten. Albert gründete Allersdorf, Wilhelm Willmersdorf, Friedrich Friedersdorf und Gilbert Gillersdorf.
Der Ort zählte zur Grafschaft Schwarzburg-Rudolstadt und lag im Amt Schwarzburg. Rechte am Ort hatten außerdem das Kloster Paulinzella und das Kloster Stadtilm sowie das Hospital in Königsee. Die Einwohner Herschdorfs lebten früher vor allem vom Flachsanbau und dem Fuhrgewerbe, später auch vom Olitätenhandel. Herschdorf lag an einer wichtigen Handelsstraße, die die örtlichen Fuhrleute bis nach Mecklenburg im Norden und Tirol im Süden bewirtschafteten. 1676 wurden etwa 310 Einwohner gezählt, 1863 waren es 614. Mit dem Bau der Eisenbahn und der damit verbundenen Industrialisierung brachen sowohl das Fuhrgeschäft als auch die Verarbeitung des Flachses als Einnahmequellen weg. Nach einer zeitweiligen Phase der Verarmung fanden die Einwohner später zumeist Arbeit in der Industrie der umliegenden Orte.
Seit dem Ende des 17. Jahrhunderts bis 1920 gehörte Herschdorf zum Amt Königsee in der Schwarzburg-Rudolstädter Oberherrschaft. Danach kam der Ort zum Landkreis Rudolstadt, 1952 zum Kreis Ilmenau und schließlich 1994 zum Ilm-Kreis. Nach dem Zweiten Weltkrieg kamen viele Umsiedler nach Herschdorf, sodass die Bevölkerung auf etwa 900 anstieg. Im Jahr 1974 wurden die Orte Willmersdorf und Allersdorf eingemeindet.
1994 kam Herschdorf zum Ilm-Kreis und zur Verwaltungsgemeinschaft Langer Berg. Mit Auflösung dieser am 6. Juli 2018 wechselte die Gemeinde in die Verwaltungsgemeinschaft Großbreitenbach. Der Verwaltungssitz war in der Stadt Großbreitenbach. Diese wurde am 1. Januar 2019 in die Landgemeinde Stadt Großbreitenbach umgewandelt. Die bisherigen Ortsteile von Herschdorf, Allersdorf und Willmersdorf, sind seitdem mit Herschdorf gleichrangige Ortsteile der Landgemeinde Großbreitenbach.

### Einwohnerentwicklung
Entwicklung der Einwohnerzahl:
| - 1843 – 1.298 - 1939 – 1.316 - 1989 – 1.079 - 2005 – 1.004 - 2010 – 948 - 2015 – 852 |

 Datenquelle: ab 1994 Thüringer Landesamt für Statistik – Werte vom 31. Dezember

## Politik

### Ortschaftsrat
Der Ortschaftsrat von Herschdorf wurde erstmals zu den Kommunalwahlen in Thüringen am 26. Mai 2019 gewählt. Zuvor hatten seit der Bildung der Landgemeinde Großbreitenbach die ehemaligen Mitglieder des Gemeinderates als Ortschaftsräte fungiert.
Den Ortschaftsrat bilden neben dem Ortschaftsbürgermeister vier weitere Mitglieder, die alle der Freien Wählergemeinschaft Herschdorf angehören.

### Ortschaftsbürgermeister
Nachdem Holger Hornschuh (parteilos) zunächst kommissarisch seit 2018 als ehrenamtlicher Bürgermeister und seit dem 1. Januar 2019 als Ortschaftsbürgermeister im Amt war, wurde er zu den Kommunalwahlen in Thüringen 2019 in der Stichwahl am 9. Juni 2019 regulär mit 69,3 % der abgegebenen gültigen Stimmen als Ortschaftsbürgermeister gewählt. Zuvor war von 1999 bis 2018 Bernhard Zimmermann der ehrenamtliche Bürgermeister von Herschdorf.

### Wappen
Das Wappen wurde am 8. Dezember 1994 durch das Thüringer Landesverwaltungsamt genehmigt.
Blasonierung: „In Blau ein goldener Hirsch auf einem silbernen Berg schreitend, links oben begleitet von drei (2:1) silbernen Lindenblättern.“
Der Hirsch steht als redendes Symbol in volksetymologischer Deutung des Ortsnamens und wurde gleichzeitig aufgrund des vorliegenden ehemaligen Siegels übernommen. Der Berg symbolisiert den „Langen Berg“. Für die drei Ortsteile stehen die drei Lindenblätter, die gleichzeitig die naturnahe Lage der Gemeinde symbolisieren sollen. Die ehemalige Zugehörigkeit des Ortes zum Herrschaftsbereich der Schwarzburger Grafen wird durch die Tingierung des Wappens verdeutlicht.
Das Wappen wurde vom Heraldiker Frank Diemar gestaltet.

## Kultur und Sehenswürdigkeiten
Die Kirche des Ortes stammt aus der Zeit des Barock, ihr Turm geht auf ein älteres Vorgängerbauwerk aus der Zeit der Gotik zurück.
Das kulturelle Leben ist geprägt von traditionellen thüringischen Brauchtümern. In Herschdorf finden jedes Jahr zwei Kirmesveranstaltungen statt. Die bekannteste unter den so genannten „Kermsen“ ist die auch weit über die Region bekannte, jedes Jahr am letzten Juli- und ersten Augustwochenende stattfindende Jugendkirmes.
Neben der Jugendkirmes findet seit 1986 auch eine „Männerkirmes“ statt, die Ende des Monats September durch die Männer des Ortes gefeiert wird. Die Besonderheit – der auf Erntedank aufgebaute Umzug durch den gesamten Ort.
Seit Jahren auch sehr bekannt uns sehr gut besucht – das Herschdorfer Traktortreffen Mitte des Monats Juni.

## Wirtschaft und Infrastruktur
Die Wirtschaft Herschdorfs war früher von Weberei und geringer Glasindustrie geprägt. 1862 eröffnete die Familien-Brauerei Hilmar Schmiedeknecht, deren Bier in der gesamten Region beliebt war. Heute gibt es im Ort ein Gewerbegebiet, auf dem sich einige kleinere Unternehmen angesiedelt haben.
Von Herschdorf führen Straßen nach Pennewitz, Großbreitenbach und Mellenbach-Glasbach.

## Söhne und Töchter Herschdorfs
- Nicolaus Vetter (1666–1734), Organist und Komponist des Barock
- Günter Hunstock (* 1930), Gründer der Jagdhornbläsergruppe Herschdorf
- Ehrhart Neubert (1940–2024), Theologe und DDR-Oppositioneller